# كنافة البوظة
كنافة البوظة: هي أحد أنواع الحلويات الحديثة التي يتم تحضيرها عن طريق دمج الكنافة مع البوظة، حيث تعتبر الكنافة ( الكلمة المُشتقة من الكلمة العربية كَنَف وتعني الإحاطة) أحد أهم الحلويات المشهورة في بلاد الشام ومصر وخاصة في فلسطين، وتشتهر أيضاً في تركيا والقوقاز واليونان. ويتم تقديمها أحياناً مع الشاي أو القهوة العربية، فيتم تحضيرها عن طريق العجين الخاصة ويضاف إليها السمن والمكسرات أو الجبن، أما البوظة أو ما يطلق عليها اسم المثلجات فهي عبارة عن حلوى مجمدة يتم صناعتها من الحليب أو الماء والسكر ويضاف إليها الفاكهة أو المكسرات.
ومن هنا جاء دمج كل من الكنافة والبوظة لتحضير(كنافة البوظة) عن طريق وضع طبقة من عجينة الكنافة الهشة وفوقها طبقة من البوظة بمختلف نكهاتها ومن ثم وضع طبقة أخرى من عجينة الكنافة، وهناك من يقوم بوضع بعض الإضافات مثل الفستق الحلبي أو الفواكهة أو العسل أو القشطة.
تشتر وتنتشركنافة البوظة في مختلف أنحاء العالم وفي بلاد الشام عامة و نابلس و شوارع الأردن خاصة، حيث يتم تحضيرها خلال دقائق بنكهات مختلفة مثل التوت والبوظة العربية والليمون والفراولة والمانجا، ويتم أكلها فور تقديمها، ويتم تقديم القهوة العربية أو القهوة التركية أو القهوة الأمريكية بجانبها.
هناك بعض المصادر التي تشير إلى أنه تم إدخال كنافة البوظة إلى مدينة نابلس في فلسطين عن طريق سلسلة مطاعم التمام، حيث أشار أيمن التمام بأن هذه الفكرة نمت في عقولنا بعد تحضيرنا لأكبر كنافة في العالم في عام 2010 في نابلس ، وأشار أيضا إلى أن الكنافة بالبوظة التركية مكونة من القشدة وهي تختلف عن كنافة البوظة التي تم تحضيرها في نابلس التي تتكون من المثلجات المختلفة.

يمكن دمج أكثر من نكهة واحدة في الطبق الواحد، حيث توضح الصورة التالية تحضير طيق واحد فقط عن طريق دمج نكهة التوت والفراولة

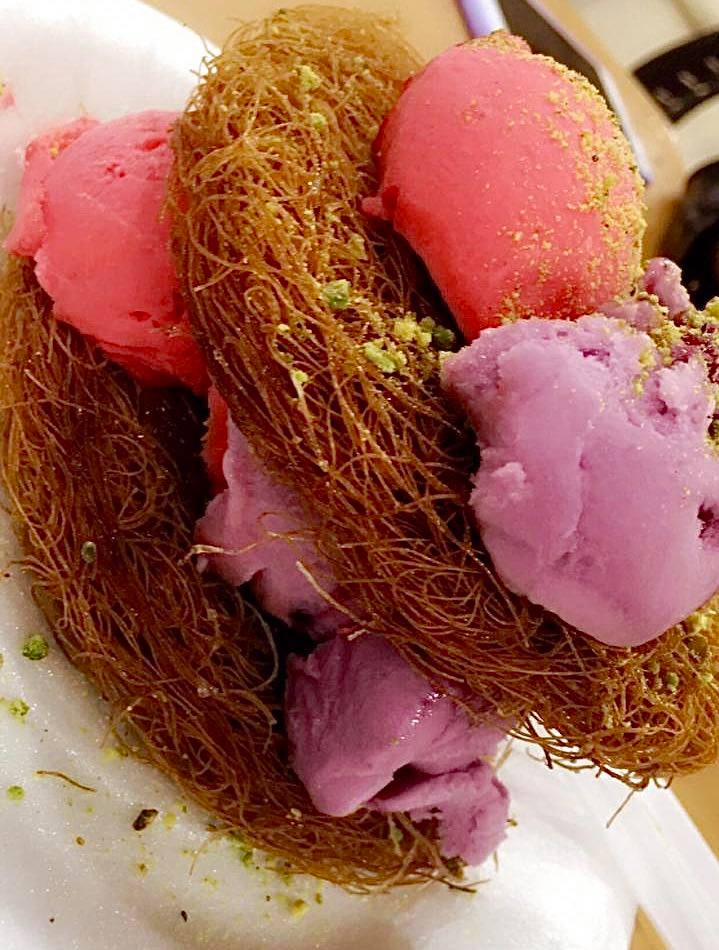